# WWE World Cup

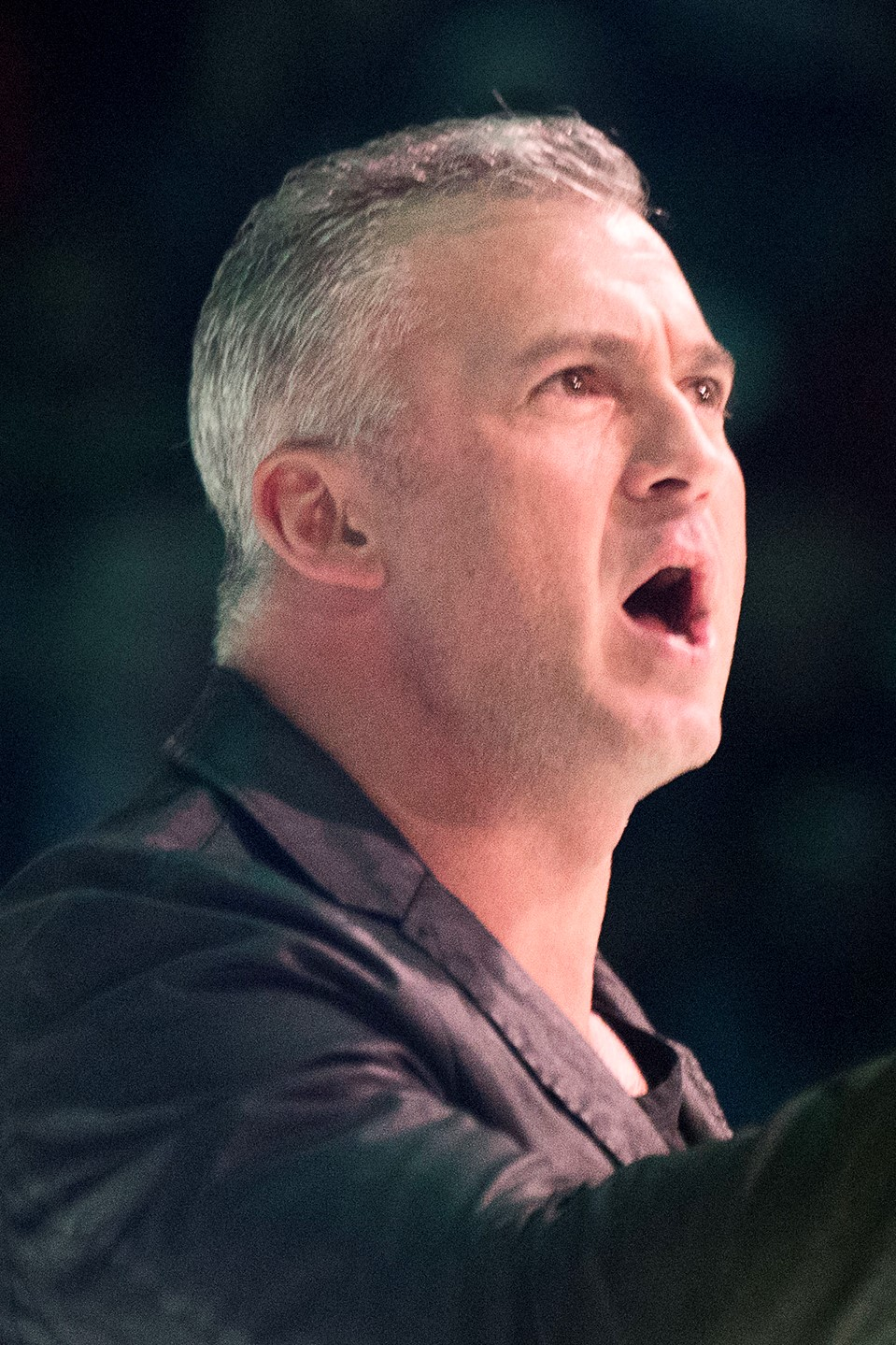
Shane McMahon, primer ganador de la Copa Mundial de la WWE.

El WWE World Cup (Copa Mundial de la WWE, en español), es un torneo anual de lucha libre, producido por la WWE para sus marcas Raw y SmackDown.

## Historia
El 17 de septiembre de 2018, la WWE anunció que en el evento Crown Jewel que se llevaría a cabo en Arabia Saudita, celebraría el primer torneo de la Copa Mundial de la WWE, donde 4 luchadores de Raw y 4 luchadores de Smackdown Live, se enfrentarán para «determinar al mejor luchador del mundo»., denominación dada al ganador. Para esto, se designó a gran parte del evento para realizar las eliminaciones clasificatorias entre los ocho luchadores, que previamente habían ganado un lugar en el torneo. En dicho lugar, Shane McMahon se convirtió en el primer ganador de la Copa Mundial, al derrotar a Dolph Ziggler.
El 14 de octubre de 2019, la WWE anunció que en el evento Crown Jewel que nuevamente sería en Arabia Saudita, celebraría la Copa Mundial de la WWE, con la diferencia de que esta vez participarían sólo equipos. 4 equipos de Raw y 5 equipos de Smackdown, se enfrentarán para «determinar al mejor equipo del mundo»., denominación dada a los ganadores. En dicho lugar, The O.C. (Luke Gallows & Karl Anderson) se convirtieron en el primer equipo ganador de la Copa Mundial, al ganar un Tag Team Turmoil Match donde también participaron The Viking Raiders (Erik & Ivar), The New Day (Big E & Kofi Kingston), Heavy Machinery (Otis & Tucker), Lucha House Party (Lince Dorado & Gran Metalik) (con Kalisto), Curt Hawkins & Zack Ryder, The Revival (Scott Dawson & Dash Wilder), Dolph Ziggler & Robert Roode y The B-Team (Curtis Axel & Bo Dallas).
En noviembre de 2022, tres años después del último torneo, WWE anunció la Copa Mundial de SmackDown con la particularidad de que serían luchadores de diferentes nacionalidades; todos ellos pertenecientes a dicha marca, y el ganador enfrentaría a Gunther por el Campeonato Intercontinental. Ricochet fue tercer ganador del torneo al derrotar a Santos Escobar.

## Controversia
WWE se ha enfrentado a los pedidos para cancelar el evento, con políticos que critican los esfuerzos de la compañía en Arabia Saudita, a raíz de la desaparición de Jamal Khashoggi. El alcalde del condado de Knox y luchador profesional Glenn Jacobs "Kane" anunció que trabajará en el evento. Por otra parte, se sumarían las bajas de John Cena y Daniel Bryan, quienes estaban confirmados para luchar en el evento. Estos últimos decidieron no participar debido a la ya detallada controversia por lo que, tuvo que crearse storylines donde Cena y Bryan no tuvieran que ser incluidos en el evento, siendo reemplazados por Bobby Lashley y Samoa Joe, con Baron Corbin sacando a Cena por Lashley y adelantando la lucha del campeonato entre AJ y Bryan.

## Diseño
El primer diseño constó de un trofeo dorado en forma de copa, en el cual llevaba el logotipo de la WWE grabado en la parte principal. En la base llevaba una base que tenía la leyenda: "World Cup".
Para la segunda versión se presentó un trofeo plateado con una base de detalles esféricos, y sobre la misma, está otra base de tipo trapezoidal más rígida donde lleva la inscripción: "Tag Team World Cup", esto en alusión al modo en que se presentó la Copa Mundial de la WWE.

## WWE World Cup: Fechas y lugares
| N.º | Evento      | Fecha                  | Ciudad                   | Lugar                              |
| --- | ----------- | ---------------------- | ------------------------ | ---------------------------------- |
| 1   | Crown Jewel | 2 de noviembre de 2018 | Riad, Arabia Saudita.    | Estadio de la Universidad Rey Saúd |
| 2   | SmackDown   | 2 de diciembre de 2022 | Buffalo, Estados Unidos. | Keybank center                     |

## Ganadores
| Luchador(es)  | Fecha                  | Lugar                   | Evento      | Eliminó último a |
| ------------- | ---------------------- | ----------------------- | ----------- | ---------------- |
| Shane McMahon | 2 de noviembre de 2018 | Riad, Arabia Saudita.   | Crown Jewel | Dolph Ziggler    |
| Ricochet      | 2 de diciembre de 2022 | Búfalo, Estados Unidos. | Smackdown   | Santos Escobar   |

## Torneos y clasificatorias

### 2018
Para este torneo, se presentaron a 4 participantes de Raw y otros 4 participantes de SmackDown Live.

#### Participantes de la Copa Mundial de la WWE
| Luchador      | Día                   | Elenco         | Notas                                                                     |
| ------------- | --------------------- | -------------- | ------------------------------------------------------------------------- |
| Kurt Angle    | 8 de octubre de 2018  | Raw            | Ganó una Batalla Real como El Conquistador, eliminando a Baron Corbin.    |
| Jeff Hardy    | 9 de octubre de 2018  | SmackDown Live | Derrotó a Samoa Joe en una lucha clasificatoria.                          |
| Randy Orton   | 9 de octubre de 2018  | SmackDown Live | Derrotó a The Big Show en una lucha clasificatoria.                       |
| Seth Rollins  | 15 de octubre de 2018 | Raw            | Derrotó a Drew McIntyre, por conteo fuera en una lucha clasificatoria.    |
| Dolph Ziggler | 15 de octubre de 2018 | Raw            | Derrotó a Dean Ambrose, en una lucha clasificatoria.                      |
| The Miz       | 16 de octubre de 2018 | SmackDown Live | Derrotó a Rusev, en una lucha clasificatoria.                             |
| Rey Mysterio  | 16 de octubre de 2018 | SmackDown Live | Derrotó a Shinsuke Nakamura, en una lucha clasificatoria.                 |
| Bobby Lashley | 29 de octubre de 2018 | Raw            | Anunciado por Baron Corbin como participante en sustitución de John Cena. |

#### Cuadro del torneo
|  |           |               |           |               |           |              |       |  |  |     |               |     |  |
|  | Raw       | Seth Rollins  | 5:35      |               |           |              |       |  |  |     |               |     |  |
|  | Raw       | Seth Rollins  | 5:35      |               |           |              |       |  |  |     |               |     |  |
|  | Raw       | Bobby Lashley | Pin       |               |           |              |       |  |  |     |               |     |  |
|  | Raw       | Bobby Lashley | Pin       |               | Raw       | Seth Rollins | Pin   |  |  |     |               |     |  |
|  |           |               |           |               | Raw       | Seth Rollins | Pin   |  |  |     |               |     |  |
|  |           |               | Raw       | Dolph Ziggler | 13:15     |              |       |  |  |     |               |     |  |
|  | Raw       | Kurt Angle    | Raw       | Dolph Ziggler | 13:15     | Pin          |       |  |  |     |               |     |  |
|  | Raw       | Kurt Angle    |           |               |           |              |       |  |  |     |               |     |  |
|  | Raw       | Dolph Ziggler | 8:25      |               |           |              |       |  |  |     |               |     |  |
|  | Raw       | Dolph Ziggler | 8:25      |               |           |              |       |  |  | Raw | Dolph Ziggler | Pin |  |
|  |           |               |           |               |           |              |       |  |  | Raw | Dolph Ziggler | Pin |  |
|  |           |               | SmackDown | Shane McMahon | 2:35      |              |       |  |  |     |               |     |  |
|  | SmackDown | Jeff Hardy    | SmackDown | Shane McMahon | 2:35      | Pin          |       |  |  |     |               |     |  |
|  | SmackDown | Jeff Hardy    |           |               |           |              |       |  |  |     |               |     |  |
|  | SmackDown | The Miz       | 7:10      |               |           |              |       |  |  |     |               |     |  |
|  | SmackDown | The Miz       | 7:10      |               | SmackDown | The Miz      | 11:25 |  |  |     |               |     |  |
|  |           |               |           |               | SmackDown | The Miz      | 11:25 |  |  |     |               |     |  |
|  |           |               | SmackDown | Rey Mysterio  | Pin       |              |       |  |  |     |               |     |  |
|  | SmackDown | Rey Mysterio  | SmackDown | Rey Mysterio  | Pin       | 5:35         |       |  |  |     |               |     |  |
|  | SmackDown | Rey Mysterio  |           |               |           |              |       |  |  |     |               |     |  |
|  | SmackDown | Randy Orton   | Pin       |               |           |              |       |  |  |     |               |     |  |
|  | SmackDown | Randy Orton   | Pin       |               |           |              |       |  |  |     |               |     |  |
|  |           |               |           |               |           |              |       |  |  |     |               |     |  |

1. ↑  Originalmente, The Miz era el oponente de Ziggler pero fue reemplazado por Shane debido a una lesión antes del combate.

### 2019
En esta versión, se presentaron a equipos de Raw y de SmackDown. Para el modo de eliminación, se optó por un Tag Team Turmoil Match.

#### Participantes de la Copa Mundial de la WWE
3 equipos participantes representaron a Raw y 6 equipos a SmackDown Live.
| Elenco         | Luchador                                        | Notas |
| -------------- | ----------------------------------------------- | --- |
| Raw            | The O.C. (Luke Gallows & Karl Anderson)         | |
| Raw            | The Viking Raiders (Erik & Ivar)                | Campeones en Parejas de Raw |
| Raw            | Curt Hawkins & Zack Ryder                       | |
| SmackDown Live | The New Day (Big E & Kofi Kingston)             | Originalmente, Xavier Woods iba a ser uno de los representantes de The New Day en el combate, pero fue sacado debido a una lesión. |
| SmackDown Live | The Revival (Scott Dawson & Dash Wilder)        | Campeones en Parejas de SmackDown                                                                                                  |
| SmackDown Live | Heavy Machinery (Otis & Tucker)                 | |
| SmackDown Live | Lucha House Party (Lince Dorado & Gran Metalik) | |
| SmackDown Live | Dolph Ziggler & Robert Roode                    | |
| SmackDown Live | The B-Team (Curtis Axel & Bo Dallas)            | |

#### Cuadro de eliminación
| N.º        | Luchador      | Pareja                                  | Equipo                                  | Eliminado por                           | Técnica de eliminación                               |
| ---------- | ------------- | --------------------------------------- | --------------------------------------- | --------------------------------------- | ---------------------------------------------------- |
| 1          | Gran Metalik  | Lucha House Party                       | SmackDown Live                          | Robert Roode                            | «Glorious DDT»                                       |
| 2          | Zack Ryder    | Hawkins & Ryder                         | Raw                                     | Robert Roode                            | Combinación de «Spinebuster» y «Zig-Zag» de ZIggler. |
| 3          | Robert Roode  | Roode & Ziggler                         | Raw                                     | Tucker                                  | «Compactor»                                          |
| 4          | Tucker        | Heavy Machinery                         | SmackDown Live                          | Kofi Kingston                           | «Midnight Hour»                                      |
| 5          | Curtis Axel   | The B-Team                              | SmackDown Live                          | Big E                                   | «Big Ending»                                         |
| 6          | Scott Dawson  | The Revival                             | SmackDown Live                          | Kofi Kingston                           | «Alley Uce»                                          |
| 7          | Kofi Kingston | The New Day                             | SmackDown Live                          | Luke Gallows                            | «Magic Killer»                                       |
| 8          | Erik          | The Viking Raiders                      | Raw                                     | Luke Gallows                            | «Magic Killer»                                       |
| Ganadores: | Ganadores:    | The O.C. (Luke Gallows & Karl Anderson) | The O.C. (Luke Gallows & Karl Anderson) | The O.C. (Luke Gallows & Karl Anderson) | The O.C. (Luke Gallows & Karl Anderson)              |

### 2022
Para esta versión, la Copa Mundial de la WWE se disputaría entre luchadores exclusivamente de SmackDown. También se determinó que el ganador no sólo ganaría el trofeo, sino que también obtendría una oportunidad titular por el Campeonato Intercontinental.
Los participantes anunciados fueron:
- Braun Strowman
- Shinsuke Nakamura
- Santos Escobar
- Mustafa Ali (remplazando a  Rey Mysterio)
- Sami Zayn
- Jinder Mahal
- Butch
- Ricochet

|  | Cuartos de final               | Cuartos de final               |                |       | Semifinales               | Semifinales               |  |                | Final                    | Final                    |  |
|  | 11 & 18 de Noviembre SmackDown | 11 & 18 de Noviembre SmackDown |                |       | 25 de noviembre SmackDown | 25 de noviembre SmackDown |  |                | 2 de diciembre SmackDown | 2 de diciembre SmackDown |  |
|  |                                |                                |                |       |                           |                           |  |                |                          |                          |  |
|  |                                |                                |                |       |                           |                           |  |                |                          |                          |  |
|  | Shinsuke Nakamura              | 8:20                           |                |       |                           |                           |  |                |                          |                          |  |
|  | Shinsuke Nakamura              | 8:20                           |                |       |                           |                           |  |                |                          |                          |  |
|  | Santos Escobar                 | Pin                            |                |       |                           |                           |  |                |                          |                          |  |
|  | Santos Escobar                 | Pin                            |                | Butch | 9:55                      |                           |  |                |                          |                          |  |
|  |                                |                                |                | Butch | 9:55                      |                           |  |                |                          |                          |  |
|  |                                |                                | Santos Escobar | Pin   |                           |                           |  |                |                          |                          |  |
|  | Sami Zayn                      | 7:30                           | Santos Escobar | Pin   |                           |                           |  |                |                          |                          |  |
|  | Sami Zayn                      | 7:30                           |                |       |                           |                           |  |                |                          |                          |  |
|  | Butch                          | Pin                            |                |       |                           |                           |  |                |                          |                          |  |
|  | Butch                          | Pin                            |                |       |                           |                           |  | Santos Escobar | 21:34                    |                          |  |
|  |                                |                                |                |       |                           |                           |  | Santos Escobar | 21:34                    |                          |  |
|  |                                |                                | Ricochet       | PIn   |                           |                           |  |                |                          |                          |  |
|  | Jinder Mahal                   | 1:50                           | Ricochet       | PIn   |                           |                           |  |                |                          |                          |  |
|  | Jinder Mahal                   | 1:50                           |                |       |                           |                           |  |                |                          |                          |  |
|  | Braun Strowman                 | Pin                            |                |       |                           |                           |  |                |                          |                          |  |
|  | Braun Strowman                 | Pin                            | Braun Strowman |       |                           |                           |  |                |                          |                          |  |
|  |                                |                                |                |       |                           |                           |  |                |                          |                          |  |
|  |                                |                                | Ricochet       | Pin   |                           |                           |  |                |                          |                          |  |
|  | Mustafa Ali                    | 10:45                          | Ricochet       | Pin   |                           |                           |  |                |                          |                          |  |
|  | Mustafa Ali                    | 10:45                          |                |       |                           |                           |  |                |                          |                          |  |
|  | Ricochet                       | Pin                            |                |       |                           |                           |  |                |                          |                          |  |
|  | Ricochet                       | Pin                            |                |       |                           |                           |  |                |                          |                          |  |
|  |                                |                                |                |       |                           |                           |  |                |                          |                          |  |

#### QCT: 1.ª ronda (SmackDown 11 de Noviembre)
- Braun Strowman derrotó a Jinder Mahal (1:50).
  - Strowman cubrió a Mahal con un «Monster Bomb».
- Santos Escobar derrotó a Shinsuke Nakamura (8:20).
  - Escobar cubrió a Nakamura después de un «Phantom Driver» desde la segunda cuerda.
  - Durante la lucha, Legado del Fantasma (Zelina Vega, Joaquin Wilde y Cruz Del Toro) interfirieron a favor de Escobar.

QCT: 1.ª ronda (SmackDown 18 de Noviembre)
- Ricochet derrotó a Mustafa Ali (10:45).
  - Ricochet cubrió a Ali con un «450 Splash».
  - Originalmente, Rey Mysterio se iba a enfrentar a Ricochet, pero debido a una lesión en el pie fue reemplazado por Mustafa Ali.
- Butch derroto a Sami Zayn (7:30).
  - Butch cubrió a Zayn tras un «Bitter End».
  - Durante la lucha, The Usos (Jimmy & Jey Uso) y Solo Sikoa interfirieron a favor de Zayn, mientras que The Brawling Brutes (Sheamus y Ridge Holland) y Drew McIntyre interfirieron a favor de Butch.

#### QCT: Semifinal (SmackDown 25 de noviembre)
- Santos Escobar derrotó a Butch (9:55).
  - Escobar cubrió a Butch tras un «Phantom Driver».
  - Durante la lucha, Legado Del Fantasma (Zelina Vega, Joaquin Wilde y Cruz Del Toro) interfirió a favor de Escobar, mientras que The Brawling Brutes (Sheamus y Ridge Holland) interfirió a favor de Butch.
- Ricochet derrotó a Braun Strowman (3:45).
  - Ricochet cubrió a Strowman tras un «Crucifix Roll-Up».
  - Durante la lucha, Imperium (Gunther, Ludwig Kaiser y Giovanni Vinci) interfirió en contra de Strowman.
  - Después de la lucha, Imperium atacó a Strowman pero Ricochet salió a defenderlo.

#### QCT: Final (SmackDown 1 de diciembre)
- Ricochet derrotó a Santos Escobar (21:34).
  - Ricochet cubrió a Escobar después de un «450 Splash».
  - Durante la lucha, Legado del Fantasma (Zelina Vega, Joaquin Wilde y Cruz Del Toro) interfirió a favor de Escobar, pero fueron expulsados por el árbitro.
  - Después de la lucha, el Campeón Intercontinental Gunther confrontó a Ricochet.